# 桴荩
桴荩（学名：Sphaerocaryum malaccense），又名稗荩，为禾本科桴荩属下的一个种。